# CX-1 (ミサイル)
CX-1（Chaoxun-1）は、中国製の超音速対艦巡航ミサイル。2014年11月に中国の珠海で開催された第10回中国国際航空宇宙博覧会で初めて展示されたミサイルである。

## 概要
CX-1は、高度17,000 m (56,000 ft)でマッハ2.8-3まで飛翔する超音速対艦巡航ミサイル（ASCM）である。2段のブースターを使用し、低高低の飛行プロファイルに沿って40–280 km (25–174 mi; 22–151 nmi)で移動し、目標から10 km (6.2 mi; 5.4 nmi)離れたら水面上10mまで下降する。260kgの弾頭は20 m (66 ft)の平均誤差半径（CEP）を持つ。
CX-1の初期バージョンとして、艦載型のCX-1Aと道路移動式陸上型のCX-1Bの2種類があり、一体型の半徹甲弾を搭載している。また、2番目の地上攻撃機能を持つとされ、その場合は単一の爆裂破砕弾頭または貫通弾頭を搭載することができる。陸上移動部隊は、指揮車1台、支援車1台、発射装置3台、輸送・装填車3台、2波攻撃用のキャニスター12個で構成される。また、潜水艦発射型も疑われている。
CX-1は、ミサイル技術管理レジーム（MTCR）が定める、積載重量500kg以上、射程300km以上のミサイル輸出制限に関する条件を満たしており、純粋に輸出用として製造されたと考えられている。パキスタンは中国の主要な武器輸出国であることから、パキスタンを含む数カ国が潜在的な顧客として想定されている。また、イランは外国製ミサイルへの依存を減らすために国産ミサイルの開発を試みているが、イラン、南米やアフリカの国々も含まれる。しかし、具体的な国名は明らかにされておらず、これらの地域ではロシアが同様のシステムの供給元として確立されている。

### リバースエンジニアリングの主張
CX-1は、その発表直後、ブラモスの特徴である円錐形の吸気口、2段構造、寸法が似ていることから、ロシア・インドのブラモスの中国製コピーではないかとの疑惑を持たれていた。中国はブラモスミサイルやヤーホントミサイルの使用国ではない。アナリストやインド軍関係者は、CX-1がブラモスのコピーではなく、長年にわたって中国に販売されてきた他のロシアの対艦ミサイルから派生したものである可能性が高いと否定している。表面的には似ているが、主翼、誘導翼、ジェットベーン、小型の前端、異なるエアインテーク、異なるエンジンなどの違いがある。CX-1は、SS-N-22 サンバーンのような中国が運用する他のロシア製ミサイルから影響を受けた可能性が高い。

### 運用国
アルジェリア
- 人民国民軍 (アルジェリア) [5][6]